# Einheitenzeichen
Das Einheitenzeichen, auch Einheitenkürzel, ist das Symbol für eine Maßeinheit. Maßeinheit und Zahlenwert, die sogenannte Maßzahl, bezeichnen zusammen die physikalische Größe.
In einem Einheitensystem ist die Zuordnung von Maßeinheiten zu den physikalischen Phänomenen festgelegt. In den meisten Staaten sind die Einheitenzeichen des SI-Einheitensystems gemäß der EN ISO 80000-1 definiert, in Deutschland auch gemäß DIN 1301. Hierneben gibt es in vielen Ländern Rechtsvorschriften über Maßeinheiten, damit zusammenhängende Schreibweisen und Einheitenzeichen.

## Schreibweise
Einheitenzeichen bestehen aus lateinischen, manchmal auch griechischen Buchstaben. Groß- und Kleinschreibung sind vorgegeben und können bedeutungsunterscheidend sein (z. B. mV = Millivolt, MV = Megavolt; h = Stunde, H = Henry).
Der jeweilige Wert einer physikalischen Größe ist das Produkt aus Maßzahl (Zahlenwert) und Maßeinheit. Beispiel: für die elektrische Spannung U wird die Maßeinheit Volt mit dem Einheitenzeichen V verwendet:
U = {U} [U] = 20 V
mit
{U} = 20 (gelesen: die Maßzahl der Spannung ist 20)
[U] = V (gelesen: die Maßeinheit der Spannung ist das Volt)
Ein Einheitenzeichen wird gemäß DIN 1301-1 und DIN 1338 ohne Rücksicht auf den im übrigen Text verwendeten Schriftschnitt aufrecht und nicht kursiv und nicht fett geschrieben. Es folgt dem Zahlenwert nach einem Abstand (Leerzeichen). Dies gilt auch für Einheitenzeichen, die ein Gradzeichen enthalten, wie bei Grad Celsius (°C). Im Schriftsatz empfiehlt sich ein schmales oder ein normales geschütztes Leerzeichen. Ausnahmen gelten nur für die (allein stehenden) Zeichen °, ′, ″ (Gradzeichen), die dem Zahlenwert unmittelbar folgen. Das Einheitenzeichen ist ein Symbol, keine Abkürzung. Daher folgt kein Punkt, außer am Satzende.
Das korrekte Setzen des Schriftschnitts hilft, Einheitenzeichen von Formelzeichen zu unterscheiden. So wird m gerne als Formelzeichen für Masse verwendet, m aufrecht geschrieben hingegen bezeichnet die Maßeinheit Meter.
Da Größenangaben wie ein mathematisches Produkt aus Zahlenwert und Einheit behandelt werden, ist auch eine Darstellung als Quotient möglich. Beispielsweise kann man statt p = 48 kPa auch schreiben: p/kPa = 48. Diese Schreibweise ist vor allem dann üblich, wenn viele gleichartige Größenangaben zu machen sind, z. B. in Tabellen oder Achsenbeschriftungen von Diagrammen aber auch bei der zugeschnittenen Größengleichung.
Das Setzen des Einheitenzeichens in eckige Klammern, wie es als Schreibweise in manchen Texten (z. B. „R [kΩ]“) zu finden ist, widerspricht den Normen DIN 461, DIN 1313 und DIN EN ISO 80000-1.
An Einheitenzeichen sollen keine Indizes angebracht werden; wohl aber können in Formelzeichen (Symbole für physikalische Größen) die Grundzeichen ergänzt werden (DIN 1304 und DIN 1338). Beispielsweise kann für eine Spannung {\displaystyle U} mit einem Effektivwert von 20 Volt die Schreibweise „Ueff = 20 V“ verwendet werden, nicht aber „U = 20 Veff“ (Letzteres wäre nur angebracht, wenn es mehrere Definitionen des Volt zu unterscheiden gäbe).

## Sprachabhängigkeit
Die Namen der Einheiten können je nach Sprache unterschiedlich sein (dt. Sekunde, engl. second, frz. seconde) und unterliegen der normalen Flexion der jeweiligen Sprache. Die Schreibweise der Einheitenzeichen hingegen ist stets gleich.
In Sprachen, die nicht das lateinische Schriftsystem verwenden, ist es teilweise üblich, die Einheitenzeichen mit Zeichen des eigenen Alphabets zu schreiben (Transkription). Beispielsweise wird das kg im Russischen üblicherweise als кг geschrieben, im Arabischen als كـغ, im Hebräischen als ק"ג und im Chinesischen als 千克.